# Polyfaag en monofaag
Organismen die meerdere soorten andere organismen eten, worden polyfaag genoemd. Organismen die een enkele soort of groep belagen, heten monofaag. Monofagen en polyfagen kunnen zowel herbivoor als carnivoor zijn. Een soort wordt oligofaag genoemd als het voedsel van die soort zich tot een enkele familie of geslacht beperkt.   
Veel rovers c.q. vleeseters zijn polyfaag; ze eten alles wat groot genoeg is maar niet té groot. Het begrip beslaat zowel roofvogels als roofwantsen en heeft dus geen taxonomische waarde. Veel vlindersoorten zijn als rups monofaag en leven van een enkele plantensoort, die de waardplant van de vlinder wordt genoemd. Monofagen zijn specialisten.